# Henri Pigeonneau
Henri Pigeonneau, né le 13 décembre 1834 à Paris et mort le 30 mai 1892 à Paris 16e, est un historien et géographe français. 

## Biographie

### Jeunesse et études
Henri Pigeonneau fréquente le lycée Napoléon, où il obtient le baccalauréat. Il est reçu 1er à l'École normale supérieure en 1853. Il obtient sa licence en 1854. Il est reçu à l'agrégation de lettres en 1857. Le 4 juin 1877, il soutient ses deux thèses de doctorat ès lettres à la Faculté de Paris. La première, en français, s'intéresse entre autres au cycle de la Croisade. La deuxième, en latin, traite du transport de marchandises et des compagnies publiques de navigation de la Rome antique. 
Après l'obtention du grade de docteur, Henri Pigeonneau participe à des dizaines de soutenances de thèses, en qualité de membre du jury, entre 1881 et 1891.

### Parcours professionnel
Reçu à l'agrégation, Henri Pigonneau devient chargé de cours d'histoire au lycée de Poitiers en 1858. Il est nommé en 1868 professeur d'histoire au lycée de Toulouse, et deux ans plus tard suppléant d'histoire au Collège Rollin. En 1862, il devient professeur divisionnaire d'histoire au lycée Louis-le-Grand. 
Sa carrière le porte vers un poste de maître de conférences d'histoire à la faculté des lettres de Paris en 1879. Il y est successivement suppléant d'histoire moderne en 1880, chargé de cours d'histoire moderne à partir de 1887, puis chargé de cours d'histoire économique et coloniale en 1888 avec le grade de professeur adjoint. 
Outre ces charges d'enseignement, Henri Pigeonneau intervient en qualité de professeur à l'École libre de sciences politiques dès sa fondation en 1871. Il donne un cours d'histoire diplomatique pré-révolutionnaire de 1875 à 1892. Il est également vice-président de la Société de géographie commerciale. 
Mort d'apoplexie, toujours en fonctions, il a été inhumé au cimetière du Montparnasse.

## Principales publications
- Petite histoire de France (1873)
- Étude détaillée de l'Europe (1877)
- Géographie physique de la France et des cinq parties du monde (1877)
- Le cycle de la Croisade et de la famille de Bouillon, thèse de doctorat (1877)
- Géographie de l'Asie, de l'Afrique, de l'Amérique et de l'Océanie (1880)
- La politique économique des rois de France depuis l'avènement de Louis XI jusqu'à la mort de Henri III (1881)
- Publication en collaboration avec Alfred de Foville : L'administration de l'agriculture au contrôle général des finances, rapports et procès-verbaux (1882)
- L'Europe et la France (1885)
- Histoire du commerce de la France (1886-89), 2 volumes
- Versailles pendant le siège de Paris (1894)
- Notions élémentaires de géographie générale (1896)
- Manuels d'histoire et de géographie pour l'enseignement primaire et secondaire.

## Distinctions
Henri Pigeonneau est fait Chevalier de la légion d'honneur en 1871.